# Appius Claudius Pulcher (consul en -212)
Pour les articles homonymes, voir Claudius Pulcher.
Appius Claudius Pulcher est un homme politique de la République romaine durant la seconde guerre punique.

## Famille
Membre de la gens Claudia, il est le fils de Publius Claudius Pulcher (consul en 249 av. J.-C.).
Il est le père d'Appius Claudius Pulcher (consul en 185 av. J.-C.), de Publius Claudius Pulcher (consul 184 av. J.-C.) et de Caius Claudius Pulcher (consul en 177 av. J.-C.).

## Biographie
- En 217 av. J.-C., il est élu édile[2]
- En 216 av. J.-C., il est tribun militaire de la troisième légion. Il participe à la bataille de Cannes. Avec Scipion, ils prennent le commandement des forces romaines qui s'étaient repliées à Canusium et se regroupent celles de Caius Terentius Varro, consul survivant de la bataille[3].
- En 215 av. J.-C., il est préteur, chargé de Sicile, et il doit y transférer les soldats survivants de la bataille de Cannes, pour relever les troupes romaines sur place[4]. En Sicile, Appius Claudius franchit le détroit de Messine quand il apprend qu'une flotte carthaginoise dirigée par Bomilcar se dirige vers Locres. Il revient en Sicile sans avoir pu pénétrer dans Locres, qui passe un traité d'alliance avec les Carthaginois[5].
- En 214 av. J.-C., le pouvoir d'Appuis Claudius est prolongé en Sicile. À Syracuse, le jeune Hiéronyme, qui a succédé à son grand-père Hiéron II[6], engage des pourparlés avec les Carthaginois. Il accueille mal les ambassadeurs romains venus lui rappeler le traité qui lie Rome et Syracuse depuis cinquante ans[7]. Il est assassiné et les partis proromain et procarthaginois se disputent le pouvoir. Claudius informe le Sénat de cette déterioration de l'alliance entre Rome et Syracuse et masse ses troupes à la frontière du territoire de Syracuse[8]. Il reçoit le renfort du consul M. Claudius Marcellus[9], qui négocie avec les élus syracusains. Les Romains s'emparent de Leontini, cité en révolte contre contre Syracuse[10] puis commencent le siège de Syracuse[11]. Profitant du renversement d'alliance de Syracuse, les Carthaginois débarquent une armée à Heraclea Minoa et prennent Agrigente, tandis qu'Appuis Claudius recupère une légion de renfort débarquée à Palerme[12]. Le blocus de Syracuse est organisé, Appius Claudius depuis la terre et Marcellus avec la flotte[13]. Puis Marcellus envoie Appius Claudius à Rome, pour postuler à l'élection des consuls[14]
- En 212 av. J.-C., il est consul avec Q. Fulvius Flaccus. Ils sont chargés de combattre Hannibal Barca en Italie du sud avec chacun deux légions et ils entreprennent le siège de Capoue[15]. À l'issue de son année de consulat, en vertu d'un décret du Sénat, Appuis Claudius va à Rome pour la désignation de deux nouveaux consuls, laissant Fulvius devant Capoue. Leur commandement est prolongé d'un an, avec mission de forcer Capoue à la capitulation[16]. Hannibal tente de faire lever le siège de Capoue, mais Claudius Pulcher refuse de l'affronter en bataille rangée, conscient de la supériorité de la cavalerie numide. Il poursuit le siège malgré les manœuvres de diversion d'Hannibal qui marche sur Rome puis sur Rhegium[17],[18]. Capoue finit par se rendre, Fulvius et Claudius sont partagés sur le sort de la cinquantaine de sénateurs capuans fait prisonniers. Appius Claudius est favorable à l'indulgence et souhaite soumettre la décision au Sénat romain, mais Fulvius fait exécuter ces prisonniers sans attendre[19]. Selon Tite-Live, certains historiens expliquent que Fulvius a pu décider seul des exécutions car Appuis Claudius serait mort avant la reddition de la ville[20].